# Louise Lombard
Louise Lombard (rozená Louise Maria Perkins, 13. září 1970, Redbridge, Essex, Anglie) je anglická herečka. Proslavila se rolí Evangeline Eliott v seriálu Salón Eliott (1991–94) a rolí Sofie Curtis v seriálu Kriminálka Las Vegas (2004–2011).

## Životopis
Narodila se v Anglii jako páté dítě ze sedmi. Začala chodit na hodiny herectví již v 8 letech. Chodila na katolickou školu, vystudovala tiskařství a fotografování. Známá je díky roli v seriálu Salón Eliott. Na konci devadesátých let skončila s herectvím, aby mohla studovat anglickou literaturu, ale díky televizní minisérii Metropolis se vrátila k herectví. Hrála také ve filmu Hidalgo (v naší distribuci pod názvem Ohnivý oceán). V Česku je asi nejznámější díky roli Sofie Curtisové v seriálu Kriminálka Las Vegas.

## Filmografie

### Film
| Rok  | Název                | Role                | Poznámky            |
| ---- | -------------------- | ------------------- | ------------------- |
| 1988 | Twice Upon a Time    | —                   |                     |
| 1998 | Gold in the Streets  | Mary                |                     |
| 1998 | Tale of the Mummy    | Samantha Turkel     |                     |
| 1999 | Mračna nad Afrikou   | Emma                |                     |
| 2001 | Diggityho poklad     | Rachel Blackmon     |                     |
| 2001 | Teritorium           | Kath                |                     |
| 2002 | Pojistka             | Ellen Brachman      |                     |
| 2004 | Ohnivý oceán         | Lady Anne Davenport |                     |
| 2004 | Countdown            | Catherine Stone     |                     |
| 2005 | The Call             | žena                | krátkometrážní film |
| 2011 | Un Africain en hiver | Madame Dozin        |                     |
| 2019 | Stíny vlků           | Lady Milton-Simon   |                     |
| 2020 | After: Přiznání      | Trish Daniels       |                     |
| 2021 | After: Tajemství     | Trish Daniels       |                     |
| 2022 | After: Pouto         | Trish Daniels       |                     |
| 2023 | Oppenheimer          | bude oznámeno       |                     |

### Televize
| Rok           | Název                         | Role                  | Poznámky                                                                             |
| ------------- | ----------------------------- | --------------------- | ------------------------------------------------------------------------------------ |
| 1989          | The Forgotten                 | Kristina              | TV film                                                                              |
| 1989          | Capital City                  | Louise                | 4 díly                                                                               |
| 1990          | Poldové                       | Susan Peterfield      | díl: „Yesterday, Today, Tomorrow“                                                    |
| 1990          | Skvělí darebáci               | Alice                 | díl: „Sweeter Than Wine“                                                             |
| 1990          | Casualty                      | Clare Jameson         | díl: „All's Fair“                                                                    |
| 1991          | The Black Velvet Gown         | Lucy Gallmington      | TV film                                                                              |
| 1991          | Bergerac                      | Clarissa Calder       | díl: „Snow in Provence“                                                              |
| 1991          | Hazardér                      | Anna                  | 7 dílů                                                                               |
| 1991–94       | Salón Ellott                  | Evangeline Eliott     | 34 dílů                                                                              |
| 1992          | Angels                        | Lucy                  | TV film                                                                              |
| 1993          | Shakers                       | —                     | TV film                                                                              |
| 1996–97       | Osobní strážce                | Liz Shaw              | 7 dílů                                                                               |
| 1999          | Biblické příběhy: Ester       | Esther                | mini-série                                                                           |
| 2000          | Metropolis                    | Charlotte             | mini-série                                                                           |
| 2003          | Válečné příběhy               | Gayle Phelan          | TV film                                                                              |
| 2003          | Druhá přirozenost             | Dr. Harriet Fellows   | TV film                                                                              |
| 2004–07, 2011 | Kriminálka Las Vegas          | detektiv Sofia Curtis | vedlejší role 5.-6. řada, hlavní role 7. řada, hostující role 8. a 11. řada, 48 dílů |
| 2007          | Judy's Got a Gun              | Judy Lemen            | TV film                                                                              |
| 2008          | Kiss of Death                 | Kay Rousseu           | TV film                                                                              |
| 2009          | Námořní vyšetřovací služba    | agentka Lara Macy     | díly: „Legenda – 1. část“ a „Legenda –2. část“                                       |
| 2010          | Pohotovost Miami              | Karen                 | díl: „All Fall Down“                                                                 |
| 2010          | Hvězdná brána: Hluboký vesmír | Gloria Rush           | 4 díly                                                                               |
| 2012          | Rogue                         | Wendy Hollingsworth   | TV film                                                                              |
| 2012          | Mentalista                    | Dean Nora Hill        | díl: „His Thoughts Were Red Thoughts“                                                |
| 2012          | Čokoládové pokušení           | Juliana Lovece        | TV film                                                                              |
| 2013          | The Selection                 | královna Amberly      | neprodaný televizní pilotní díl                                                      |
| 2014          | Láska ve hvězdách             | Saroya                | 4 díly                                                                               |
| 2014          | Grimm                         | Elizabeth Lascelles   | 6 dílů                                                                               |
| 2015          | Nebezpečná lekce              | Stephanie             | TV film (Lifetime)                                                                   |
| 2018–19       | Smrtonosná zbraň              | Gillian               | díly: „Zlí Santové“ a „Ošklivá záležitost“                                           |
| 2019          | Tým SEAL                      | Claire North          | díl: „Backwards in High Heels“                                                       |
| 2019          | Vražedná práva                | Nora                  | díl: „Be the Martyr“                                                                 |
| 2019          | The Fix                       | Stephanie Reynolds    | díl: „Jeopardy!“                                                                     |
| 2019          | Susan Hill's Ghost Story      | Alice Merriman        | TV film                                                                              |